# Kutín (rybník)
Rybník Kutín o výměře vodní plochy 1,5 ha se nachází v polích asi 0,7 km severně od centra obce Miřetice v okrese Chrudim. Přístup na hráz rybníka Kutín je po polní cestě odbočující ze silnice III. třídy č. 33775 spojující obce Miřetice a Smrček. Rybník Kutín je historické vodní dílo, jehož vznik je doložen již před více než 300 lety. 
Rybník je v majetku obce Miřetice a je v současnosti využíván pro chov ryb.

## Galerie

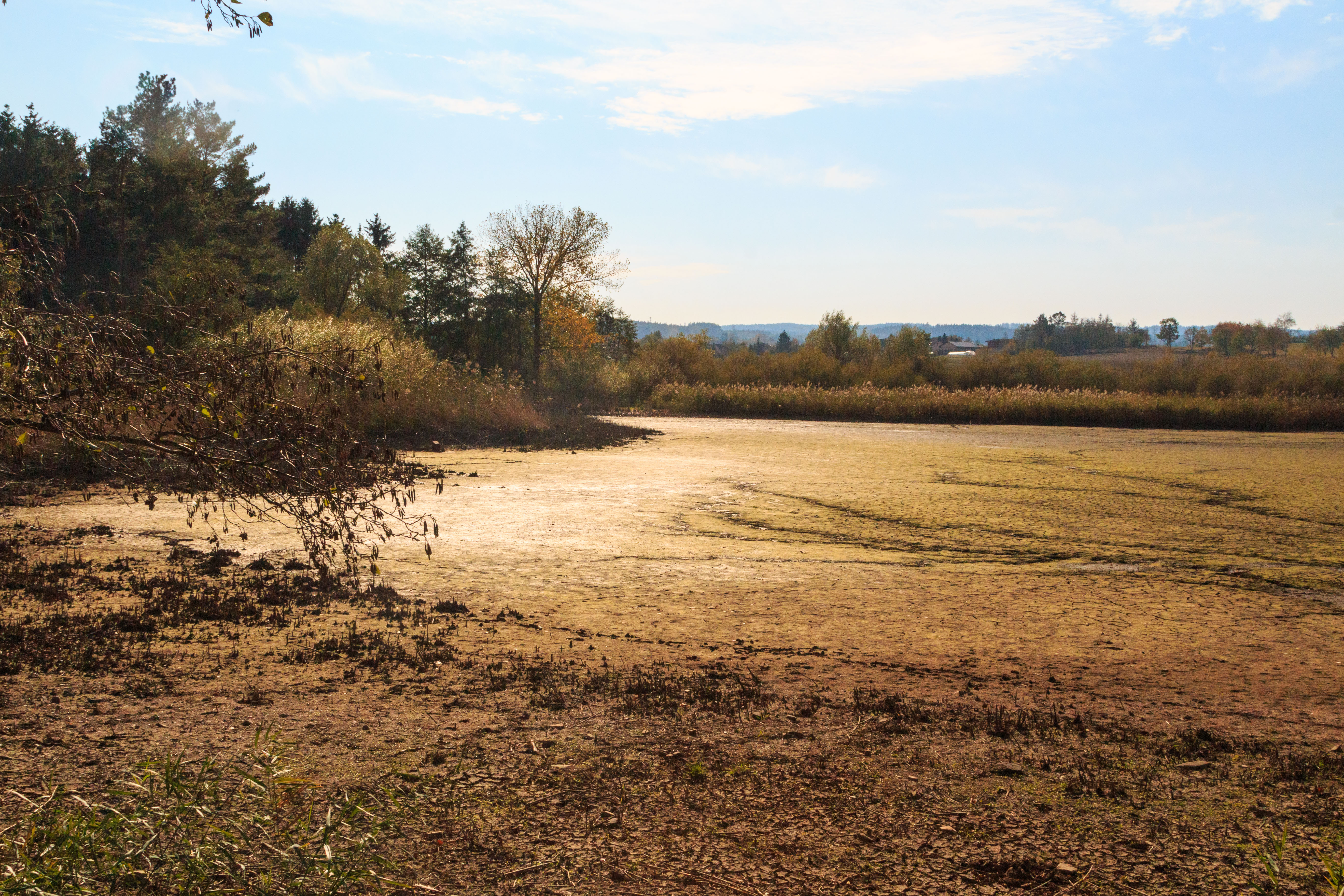
pohled na rybník kutín u Miřetic
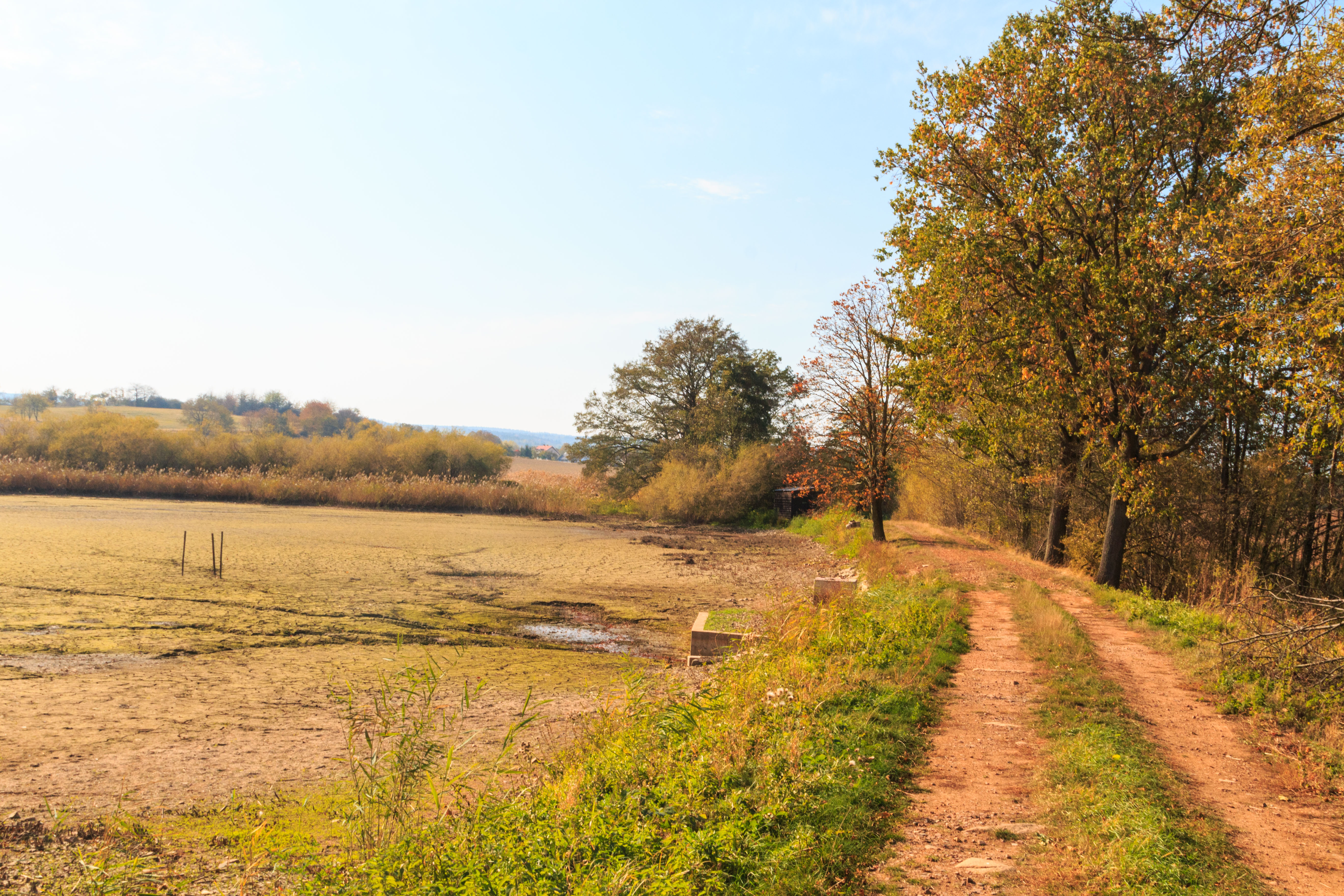
pohled na rybník kutín u Miřetic
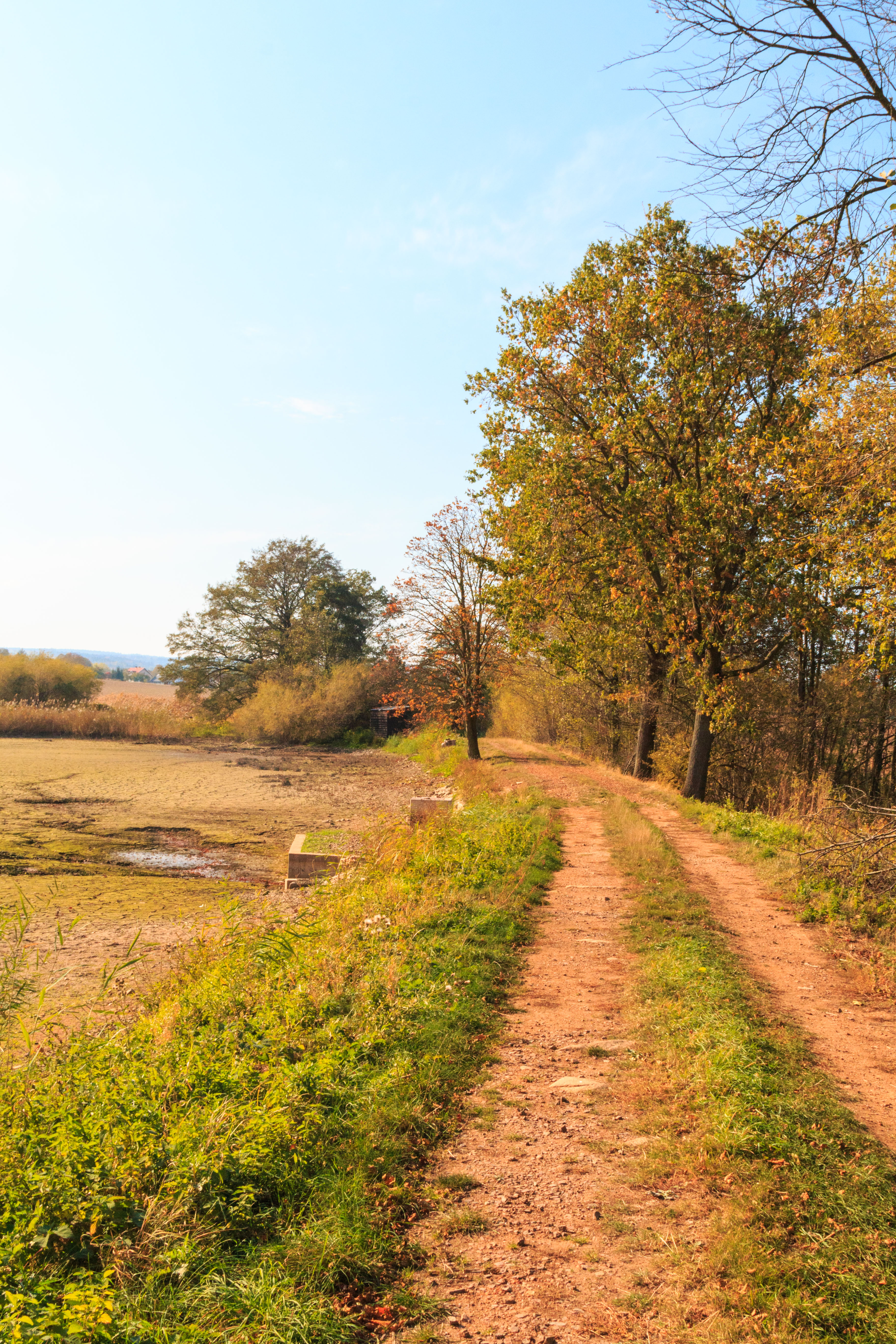
pohled na rybník kutín u Miřetic
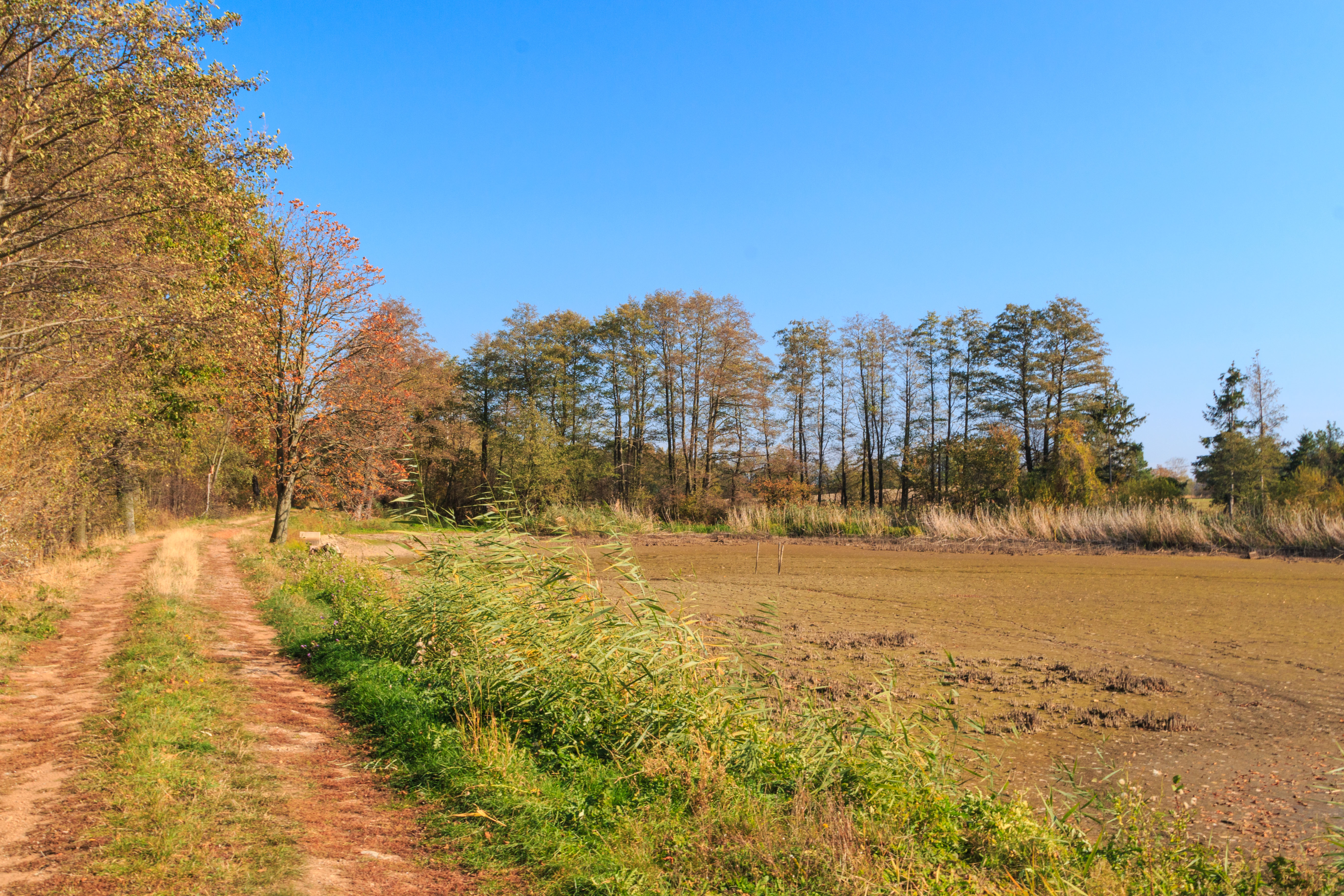
pohled na rybník kutín u Miřetic